# Gardiens de la Galaxie
Cet article concerne les personnages et séries de comics. Pour l'adaptation cinématographique de James Gunn, voir Les Gardiens de la Galaxie. Pour la série télévisée d'animation, voir Les Gardiens de la Galaxie (série télévisée d'animation).
Les Gardiens de la Galaxie est le nom de deux équipes successives de super-héros évoluant dans l'univers Marvel de la maison d'édition Marvel Comics. Créée par l'éditeur Roy Thomas, le scénariste Arnold Drake et le dessinateur Gene Colan, l'équipe apparaît pour la première fois dans le comic book Marvel Super-Heroes #18 en janvier 1969.

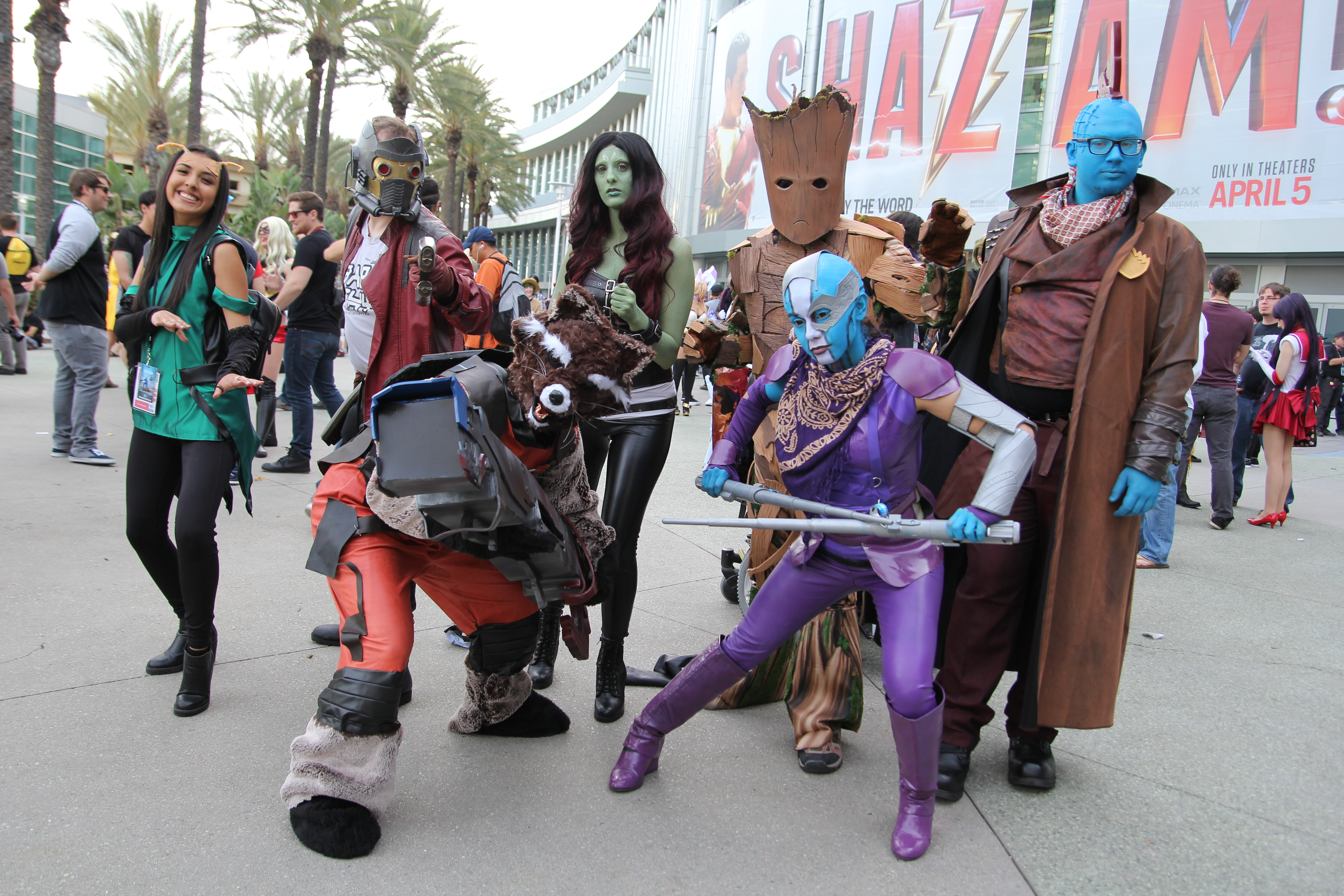
Cosplay de l'équipe des Gardiens de la Galaxie, qui apparaît dans les films de l'univers cinématographique Marvel.

Une seconde équipe, créée par le scénariste Dan Abnett et le dessinateur Andy Lanning (en), apparaît pour la première fois dans le comic book Annihilation: Conquest (en) #6 en avril 2008. Guardians of the Galaxy est également le nom de quatre séries de comic books qui ont débuté en 1990, 2008, 2013 et 2015.
L'équipe apparue en 2008, constituée de Peter Quill (Star-Lord), Drax le Destructeur, Rocket Raccoon, Groot, Gamora, Mantis et Bug (en) est présente dans l'univers cinématographique Marvel (moins les deux derniers membres) à partir de 2014 avec le film Les Gardiens de la Galaxie de James Gunn. Mantis et Nébula intègrent l'équipe dans Les Gardiens de la Galaxie Vol. 2 (2017), puis Thor à la fin du film Avengers : Infinity War (2018), Avengers : Endgame (2019), et Thor: Love and Thunder (2022). Kraglin avait déjà accompagné Les Gardiens dans le deuxième film, mais c'est réellement à partir des Gardiens de la Galaxie Vol. 3 (2023) qu'il rejoindra officiellement l'équipe. Dans cet épisode, Les Gardiens seront également rejoints par Cosmo.

## Les Gardiens de la Galaxie (1969)

### Origines
La première équipe de Gardiens de la Galaxie est formée dans une réalité alternative du futur, située au XXXIe siècle, nommée Terre-691 (également la réalité de la série Killraven). Elle est menée par le major Vance Astro (en), un astronaute Terrien du XXe siècle ayant voyagé en hibernation pendant 1000 ans jusqu'à Alpha Centauri. Les autres membres sont Martinex (en) T'naga, Charlie-27 (en) et Yondu.
Chacun d'entre eux est apparemment le dernier survivant de sa race, s'alliant pour lutter contre les Badoons (en), des extra-terrestres reptiliens tentant d'envahir le système solaire.
Les Gardiens font plusieurs voyages temporels vers le passé, au cours desquels ils rencontrent Captain America et la Chose. Finalement, ils réussissent à vaincre les Badoons, puis s'allient à Thor et aux Vengeurs pour défaire Korvac au XXe siècle.

### Parcours
Des années plus tard, les Gardiens ont de nouvelles aventures épaulés par Talon des Inhumains, Replica la Skrull et Rita DeMara (Pourpoint Jaune II).
Désirant inclure l'équipe dans une organisation étendue, Martinex quitte le groupe pour recruter de nouveaux membres, et fonde ainsi les Gardiens Galactiques.

### Membres
L'équipe originale se compose de :
- Vance Astro (en) (plus tard connu comme « Major Astro »), un humain, la version future de Vance Astrovik, un personnage de l'univers Marvel actuel (un des membres fondateurs de l'équipe des New Warriors connu sous le nom de Justice).
- Martinex (en) T'naga, un être cristallin de Pluton.
- Charlie-27 (en), un soldat de Jupiter doté d'un corps massif et d'une énorme constitution, du fait de la gravitation de la planète.
- Yondu Udonta, un extraterrestre à la peau bleue de Beta Centauri (Centauri IV), qui utilise un arc et des flèches soniques.

Durant leurs aventures, de nouvelles recrues font leur apparition au sein de l'équipe :
- Starhawk
- Nikki (comics) (en) (Nicholette « Nikki » Gold)
- Aleta Ogord (en)
- MainFrame, alias Vision
- Firelord
- Replica
- Talon
- Le Frelon / Yellowjacket (Rita DeMara)
- Hollywood, alias Wonder Man
- Phoenix (Giraud)
- The Spirit of Vengeance (Wileaydus)

Vers la fin de leurs aventures, ils étaient divisés en deux équipes, les Gardiens de la Galaxie (Major Astro, Charlie-27, Nikki, Yondu, Aleta, Talon, Le Frelon) et les Gardiens Galactiques (Martinex, Mainframe, Replica, Hollywood, Firelord, Phoenix, l'Esprit de la Vengeance) aux ambitions plus cosmiques.

## Les Gardiens de la galaxie (2008)

### Origines
Une nouvelle équipe voit le jour en 2008, pendant le crossover Annihilation: Conquest (en).
Elle est constituée de :
- Star-Lord (Peter Quill)
- Rocket Raccoon
- Groot
- Bug (en)
- Drax
- Thor
- Gamora
- Mantis
- Nébula

À la fin du cross-over, Bug disparaît, l'équipe étant rejointe par :
- Adam Warlock
- Gamora
- Phyla-Vell (Quasar II)

### Secret Invasion
Après quelques aventures, au cours desquelles le groupe retrouva le Major Victory (Vance Astrovik), prisonnier d'une bulle temporelle, durant l'Invasion Secrète des Skrulls, l'équipe découvrit que Mantis les a mentalement affectés pour éviter les problèmes de cohésion, sur ordre de Peter Quill. Certains membres décidèrent de partir. Star-Lord remonta alors une équipe avec les anciens membres.
Elle est constituée de :
- Star-Lord
- Rocket Raccoon
- Groot
- Mantis
- Bug
- Major Victory (Vance Astro)

### War of Kings
Pour stopper la guerre, l'équipe fut rejointe par Drax, Phyla-Vell qui avaient réussi à ramener à la vie Dragon-lune, et aussi par Jack Staff.
Fort de ces nouveaux membres, les Gardiens furent conduits par Warlock et Gamora dans le but de stopper la guerre Kree/Shi'ar.

### Secret Wars
Tous les mondes parallèles sont détruits et il ne subsiste de l'univers Marvel qu'une planète dominée par le Docteur Fatalis devenu dieu. Mais quelques personnages ont le souvenir de ce qu'était l'univers avant lui et vont tout faire pour revenir en arrière.

### PostSecret Wars
Les Gardiens sont devenus des hors-la-loi, chassés de Spartax avec Peter Quill destitué.
Gardiens de la Galaxie 2014-2019
L'équipe se compose de :
- Star-Lord
- Rocket Raccoon
- Groot
- Kitty Pride (des X-Men) devenue Star-Lord (il y a donc 2 Star-Lord)
- La Chose (des 4 fantastiques)
- Venom (Flash Thompson)
- Ant-Man
- Beta Ray Bill
- Cosmic Ghost Rider

Dark Guardians
- Starfox
- Nebula
- Gladiator
- Wraith
- Cosmic Ghost Rider

Gardiens de la Galaxie 2020-2021
- Nova (Richard Rider)
- Marvel Boy
- Hercules
- Super-Skrull
- Quasar "Wendell Vaughn"
- Quasar  "Avril Kincaid"
- Hulkling
- Wiccan
- Doctor Doom

## Apparitions dans d'autres médias

### Télévision
Les Gardiens de la Galaxie apparaissent dans la série télévisée Avengers : L'Équipe des super-héros (saison 2, épisode 6, « Michael Korvac »). L'équipe est composée de Star-Lord / Peter Quill, Rocket Raccoon, Adam Warlock, Quasar / Phyla-Vel et Groot.
En 2015, la série d'animation Les Gardiens de la Galaxie est diffusée sur Disney XD.

### Cinéma
L'adaptation cinématographique intitulée Les Gardiens de la Galaxie (Guardians of the Galaxy), réalisée par James Gunn, sort le 13 août 2014 en France. Ce film fait partie de la deuxième vague de la saga cinématographique Marvel.
L'équipe est composée en majorité de membres de l'équipe de 2008 avec Star-Lord interprété par Chris Pratt, Rocket Raccoon avec la voix de Bradley Cooper, Groot avec la voix de Vin Diesel, Gamora interprétée par Zoe Saldana, Drax le Destructeur interprété par David Bautista, et également Yondu Udonta, membre de l'équipe de 1969, interprété par Michael Rooker. La suite, Les Gardiens de la Galaxie Vol. 2, est sortie en avril 2017. L'équipe est complétée par deux personnages complémentaires : Nébula interprétée par Karen Gillan et Mantis interprété par Pom Klementieff. Thor interprété par Chris Hemsworth rejoint l'équipe à la fin de Avengers : Endgame et en quitte au début de Thor: Love and Thunder.
Dans Les Gardiens de la Galaxie Vol. 2, Kraglin, interprétré par Sean Gunn, faisait déjà un peu parti de l'équipe, mais c'est seulement dans Les Gardiens de la Galaxie Vol. 3 qu'il sera un membre officiel. Le personnage de Cosmo (avec la voix de Maria Bakalova) fait également partie de l'équipe.
A la fin du film, lors d'une scène inter-générique, on voit une nouvelle équipe, composé de Rocket, Groot, Kraglin, Adam Warlock, Cosmo, Blurp et Phyla.

### Jeux vidéo
Une première adaptation sous forme de jeu vidéo narratif, nommée Les Gardiens de la Galaxie : The Telltale Series, développée par Telltale, sortie en avril 2017.
Une deuxième adaptation, nommé Les Gardiens de la Galaxie et développée par le studio Eidos Montréal, est sortie le 26 octobre 2021,.

### Attractions
En 2016, le parc d'attractions Disney California Adventure de Disneyland Resort annonce le changement de thème de l'attraction The Twilight Zone Tower of Terror par celui des Gardiens de la galaxie à l'été 2017. L'ouverture a eu lieu pour le 27 mai 2017.
Par ailleurs, le parc Epcot de Walt Disney World Resort doit proposer un circuit de montagnes russes sur le thème des Gardiens de la galaxie pour 2022 à la place de la l'ancienne attraction Ellen's Energy

### Équipes de super-héros
- (en) Guardians of the Galaxy (Earth-691) sur la Comic Book Database
- (en) Guardians of the Galaxy sur la Comic Book Database
- Guardiens de la Galaxie sur Marvel-world.com
- (en) Michael A. Martin et Peter Sanderson, « Guardians of the Galaxy - comic-book superhero team », sur Britannica en ligne, 2018

### Série de comic books
- (en) Guardians of the Galaxy (1990) sur la Comic Book Database
- (en) Guardians of the Galaxy (2008) sur la Comic Book Database
- (en) Guardians of the Galaxy (2013) sur la Comic Book Database